# Paul Demiéville (Sinologe)

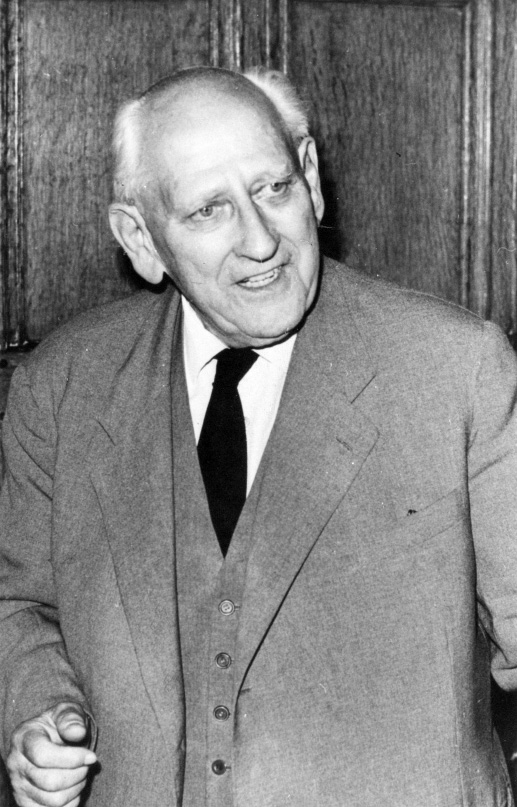
Paul Demiéville

Paul Demiéville (* 13. September 1894 in Lausanne; † 23. März 1979 in Paris) war ein schweizerisch-französischer Sinologe und Buddhologe. Er lehrte in Paris als Professor an der École nationale des langues orientales vivantes, der École pratique des hautes études und am Collège de France.

## Leben
Paul Demiéville wurde am 13. September 1894 in Lausanne als Sohn des Arztes Paul Demiéville Senior geboren. Paul Demiéville besuchte zunächst das Gymnasium in Bern, anschliessend belegte er die Studien der Musikgeschichte und russischen Literatur in München, London, Edinburgh und Paris. Nachdem er 1914 an der Sorbonne in Musikgeschichte promoviert hatte, nahm Paul Demiéville ab 1915 ein Studium der Sinologie am King’s College in London, an der École Nationale des Langues Orientales Vivantes (ENLOV) sowie am Collège de France bei Édouard Chavannes in Paris auf. Gleichzeitig betrieb er die Studien der Japanologie und des Sanskrits. 1919 schloss er mit dem Chinesisch-Diplom der ENLOV ab. Danach forschte er von 1920 bis 1924 als Stipendiat der École française d’Extrême-Orient in Hanoi.
In der Folge lehrte Demiéville zuerst von 1924 bis 1926 als Professor für abendländische Philosophie, Sanskrit und Geschichte des Buddhismus an der Universität Amoy in China. Danach arbeitete er bis 1930 am Maison franco-japonaise in Tokio. 1931 nahm er die französische Staatsbürgerschaft an und wirkte von 1931 bis 1945 als Professor für chinesische Sprache an der Ecole Nationale des Langues Orientales Vivantes. Im September 1945 wurde er als Directeur d’études in die historisch-philologische (IV.) Sektion der École pratique des hautes études berufen, wo er bis 1957 den neugeschaffenen Lehrstuhl für buddhistische Philologie innehatte. Parallel dazu war er von 1946 bis 1964 als Professor für chinesische Sprache und Literatur am Collège de France tätig. 
Paul Demiéville, der mit Hélène, der Tochter des Chirurgen César Roux, verheiratet war, verstarb am 23. März 1979 im Alter von 84 Jahren in Paris.

## Ehrungen
Für seine wissenschaftlichen Leistungen auf dem Gebiet der Sinologie wurde Paul Demiéville mit Ehrendoktoraten der Universitäten Löwen und Rom ausgezeichnet. Er war ab 1950 Mitglied der Ehrenlegion (Offizier), 1951 wurde er zum Mitglied der Académie des Inscriptions et Belles-Lettres gewählt. 1969 wurde er korrespondierendes Mitglied der British Academy.

## Schriften (Auswahl)
- Choix d’études bouddhiques. 1929–1970. Brill, Leiden 1973, (mit Bibliographie).
- Choix d’études sinologiques. 1921–1970. Brill, Leiden 1973, (mit Bibliographie).
- Le concile de Lhasa. Une controverse sur le quiétisme entre Bouddhistes de l’Inde et de la Chine au VIIIe siècle de l’Ere chrétienne  (= Bibliothèque de l'Institut des hautes études chinoises. 7). Band 1. Imprimerie Nationale de France u. a., Paris 1952.